# De Bruces a Mí
De Bruces a Mí es un grupo de música reggae en español con un sonido característico que logra combinar los ritmos de la música jamaiquina con melodías y colores del folclor colombiano que denominan reggae mestizo. De Bruces a Mí es fundado en Sabaneta (Antioquia), Colombia en 1999 de la idea de Mauricio Osorio. Con 5 álbumes se ha posicionado como una de las bandas más importantes de la escena independiente del país y se ha ganado un lugar en la historia del reggae latinoamericano.[cita requerida]

## Historia
En 1999 Mauricio Osorio funda la banda en un pequeño municipio al sur del Valle de Aburrá junto con su amigo Julio Domínguez, amigo con el que llevaba ya algunos años explorando los ritmos y la filosofía de la música Reggae. Con el apoyo de amigos cercanos empiezan a ensayar en la casa de la cultura de Sabaneta, allí se une Julio Ángel “El Lobo” con el trombón y se convierte en uno de los integrantes más importantes al darle un sonido característico a la banda con sus arreglos.
En el 2002 el grupo lanza su primer trabajo discográfico llamado (De Bruces A Mí) con el que comienza a captar la atención del público. Al año siguiente entra Camilo Mazo, otro de los integrantes íconos de la banda, a ocupar la vacante que quedaba en la batería. La banda empieza a ganar un reconocimiento nacional y se ganan los premios Shock de la Música 2006 como mejor “Banda de Reggae en Colombia” tras sacar su segundo álbum llamado (Real), del cual salen canciones como “Escúchame” e “Internacional” y se consolidan como una de las bandas más importantes del género y de la escena independiente del país.  
En el 2008 De Bruces A Mí saca su tercer álbum (El Poder de Tu Alma) en donde se destacan canciones como “Cautivo” y “Llegaste A Mí” y participaciones con artistas como Fidel Nadal de Argentina y Prince Ranny de Jamaica. De este álbum es también la canción “Soy Una Roca” por la cual la banda fue invitada a tocar en el Segundo Foro Mundial Anticorrupción realizado en Kenia (África) en el 2011. Al siguiente año (2012) publican el álbum “Elemento Sorpresa” del cual se destacan canciones como “Mujer Milagrosa” y “Tu Amenaza” y en el 2018 lanzan su más reciente trabajo discográfico llamado “Río A Mar”.
De Bruces A Mí ha estado de gira por países como Argentina , Ecuador, México y Canadá y ha compartido escenario con artistas como: Capleton (Jamaica), Barrington Levy (Jamaica), Tanya Stephens (Jamaica), Black Uhuru (Jamaica), Andrew Tosh (Jamaica), Damian Marley (Jamaica), Stephen Marley (Jamaica), Los Pericos (Argentina), Fidel Nadal (Argentina), Fabulosos Cadillacs (Argentina), Cultura Profética (Puerto Rico), Gondwana (Chile), Morodo (España), Panteón Rococó (México) Entre otros.

## Discografía

### Álbumes
- De bruces a mí (2002)
- Real (2006)
- El poder de tu alma (2008)
- Elemento sorpresa (2012)
- Río a mar (2018)

- Datos: Q10880712